# Данієль Вальєхос
Даніель Вальєхос (ісп. Daniel Vallejos, нар. 27 травня 1981) — костариканський футболіст, що грав на позиції півзахисника. Виступав, зокрема, за клуб «Ередіано», а також національну збірну Коста-Рики.

## Клубна кар'єра
Опорний півзахисник дебютував у дорослому футболі 2000 року виступами за команду клубу «Ередіано», в якій провів вісім сезонів, взявши участь у 81 матчі чемпіонату. У своєму першому сезоні став срібним призером чемпіонату — у фінальному поєдинку «Ередіано» з рахунком 0:1 переміг «Алахуленсе», але в поєдинку-відповіді поступився з рахунком 0:3. У 2004 році разом з командою став переможцем Клаусури, але в фіналі плей-оф поступився «Сапріссі» й знову став віце-чемпіоном Коста-Рики. У 2009 році на правах орендив виступав за «Пунтаренас». Того ж року повернувся до «Ередано». У січні 2010 року залишив «Ередіано» й перейшов до «Сантос» (Гуапілес). Після цього вирішує завершити професіональну кар'єру на батьківщині. Тим не менше він продовжив свою кар'єру в «Гуанакастеці», а згодом перейшов до гватемальського клубу другого дивізіону «Депортіво Аютла». 
Влітку 2014 року повернувся до «Пунтаренас», під час цього третього приходу до команди допоміг їй повернутися до Вищого дивізіону костариканського чемпіонату. Кольори клубу захищав до 2016 року.
Завершив професіональну кар'єру у клубі «Мунісіпаль Гресія», за команду якого виступав протягом 2016—2017 років.

## Виступи за збірні
2001 року залучався до складу молодіжної збірної Коста-Рики. На молодіжному рівні зіграв у -1 офіційних матчах.
12 квітня 2002 року дебютував у складі національної збірної Коста-Рики у товариському поєдинку проти Японії (1:1). Протягом кар'єри у національній команді, яка тривала 2 роки, провів у формі головної команди країни 15 матчів. Востаннє виходив на поле в футболці національної збірної у товариському поєдинку проти Чилі, який відбувся у вересні 2004 року.
У складі збірної був учасником чемпіонату світу 2002 року в Японії і Південній Кореї, розіграшу Золотого кубка КОНКАКАФ 2003 року у США та Мексиці.

## Титули і досягнення
- Бронзовий призер Центральноамериканських ігор: 2001
- Переможець Кубка центральноамериканських націй: 2003